# آشی گوروما
آشی گوروما (به ژاپنی: 足車)-(به انگلیسی: Ashi guruma) یکی از فنون و تکنیک‌های دستهٔ ناگه-وازا رشتهٔ ورزشی جودو است که در زیردستهٔ آشی-وازا دسته‌بندی می‌شود.